# Flussdominiertes Delta

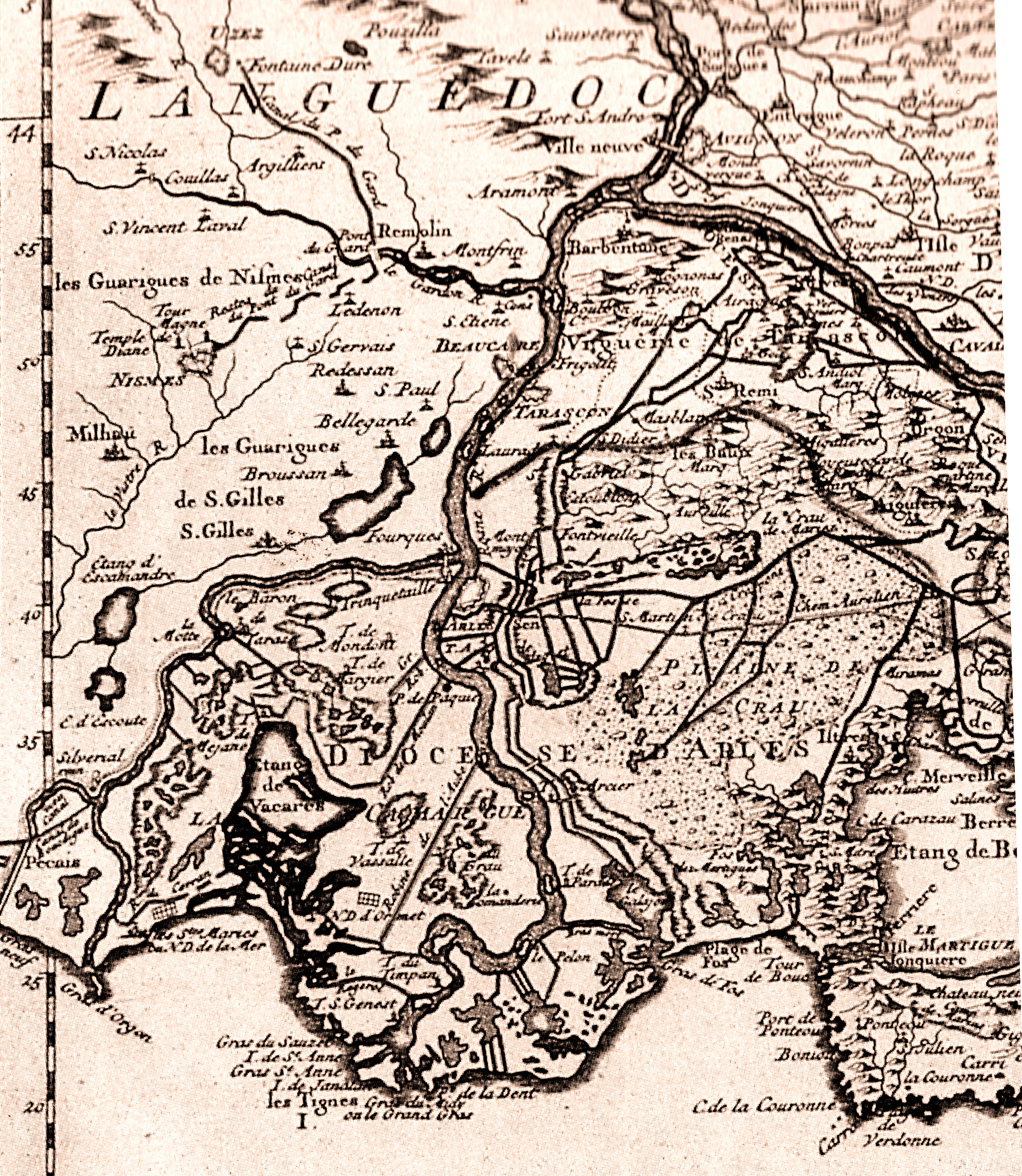
Rhonedelta Anfang des 18. Jh. von Guillaume Delisle

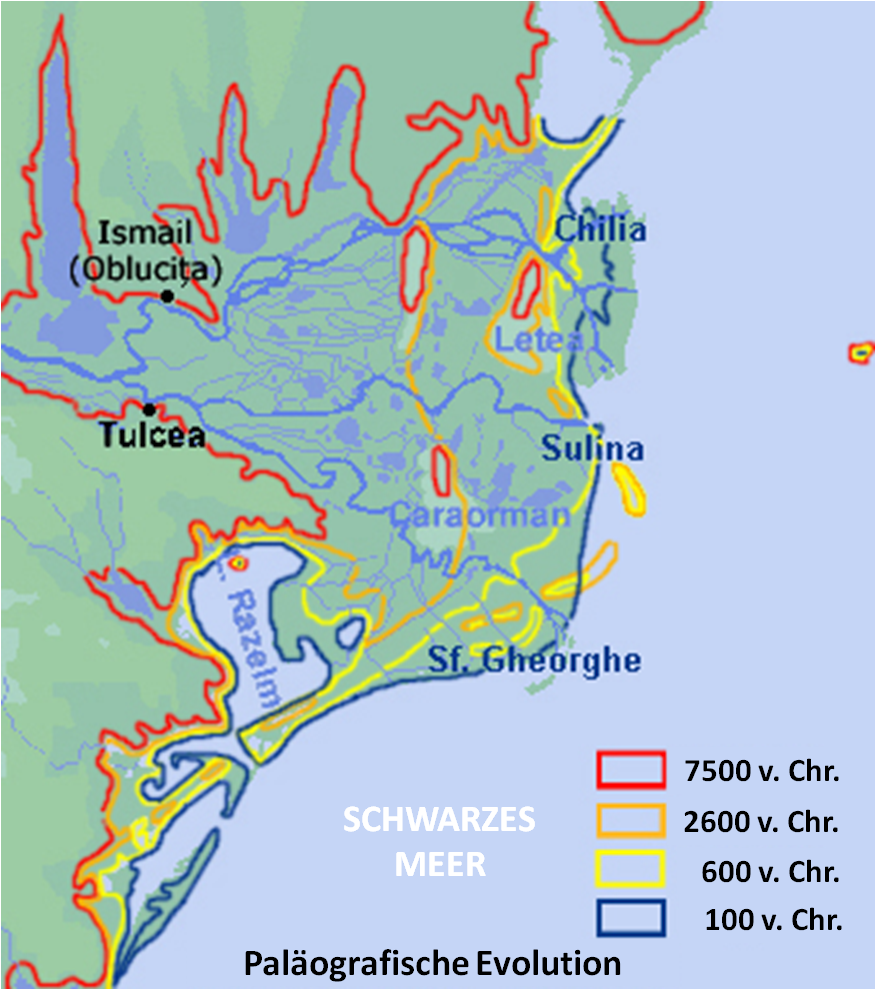
Paläografische Evolution des Donaudeltas

Flussdominierte Deltas (auch „Gilbert-Deltas“) kommen häufig an solchen Meeresküsten vor, die nur einen geringen Tidenhub haben, und an Flussmündungen in Binnenseen, also dort, wo das aufnehmende Gewässer nur wenig Strömungen aufweist. So kommt es kaum zu Sedimentumlagerung.
Morphologische Kennzeichen sind:
- ein ausgeprägter Sedimentfächer, der sich langsam vorbaut,
- stark verzweigte Strömungsrinnen (Entstehung von Altarmen)

Flussdominierte Deltas weisen die klassische Form des griechischen Buchstabens ∆ auf, von dem die Bezeichnung abgeleitet ist. Wie alle Flussdeltas zeichnen sie sich durch geringes Gefälle aus.
Eine besondere Form des Flussdeltas ist das Vogelfußdelta. Es entsteht durch episodische Bewegungen der Hauptfließrinne über die Deltaebene (Bsp.: Mississippi-Delta). Zwischen den Mündungsarmen bilden sich in der Regel Sümpfe.